# Can Petit Mengol
Can Petit Mengol és un edifici dins del nucli urbà de Sant Pere Pescador (Alt Empordà), al sud de l'antic nucli medieval, catalogat a l'Inventari del Patrimoni Arquitectònic de Catalunya.

## Construcció de l'edifici i contextualització històrica
L'edifici es va construir, possiblement, durant la segona meitat del segle xvii, tal com ho testimonia la data de 1695 que hi ha inscrita a una llinda. Tanmateix, la finca ha estat subjecte d'algunes reformes en anys successius.
L'emplaçament de la casa respon a l'expansió que experimentà la vila a conseqüència de l'acabament de les guerres remences. Aquesta expansió s'esdevingué en l'espai comprès des del nucli fortificat cap al centre (on hi havia l'església i la casa Caramany); sobretot vers migdia, on es formà un extens barri entre la muralla i el Fluvià.

## Característiques de l'edifici
L'immoble forma cantonada amb els carrers del Doctor Vidal Geli i Serra Bullones i és de planta rectangular, format per dos cossos adossats, amb un petit pati a la part posterior. L'edifici principal, de tres crugies perpendiculars a la façana, presenta la coberta a dues vessants de teula i està distribuït en planta baixa i dos pisos, amb un petit altell central. Tant les portes com les finestres són senzilles, d'obertura rectangular. A la planta baixa destaca el portal principal, el qual conserva la llinda de pedra gravada amb la següent inscripció: "MARIA. MADRE DE DIOS SOLA SOIS VOS SIN PECADO CONCEBIDA. 1695. IOSEPH. [···] TOUS". Al primer pis, destaca el balcó corregut, amb tres finestrals de sortida. A la segona planta s'obren tres finestres. La façana actual és de pedra vista, obra realitzada a principi de segle xxi.

## Origen del nom
El nom pel que s'identifica popularment l'immoble –Can Petit Mengol– respon a l'expressió antonomàstica per qui era conegut un dels seus propietaris, Josep Armengol i Roig (1842-1933). Atès que era un home que destacava per la seva altura, la gent del poble començà a anomenar-lo, en clau irònica i amistosa, "el petit Mengol".

## Usos
D'ençà de la construcció, l'edifici ha combinat l'habitatge amb altres usos o activitats. Fins a final del segle xix, es feren servir els baixos de l'immoble per activitats relacionades amb la pagesia. A partir d'aquesta data, s'adaptà la planta baixa per obrir-hi el la primera fleca del poble. L'explotació d'aquest negoci l'inicià Josep Armengol i Roig –propietari de la casa i pagès fins aquell moment– després d'una estança a Barcelona per aprendre l'ofici. L'activitat flequera encara es manté viva en l'actualitat.

## Refugi de Prudenci Bertrana
L'escriptor i pintor Prudenci Bertrana va refugiar-s'hi durant el darrer any de la Guerra Civil espanyola, de la qual n'era propietari el seu cosí Salvador Armengol i Compte. Durant aquesta estança s'estima que va treballar en la darrera de les seves obres, L'impenitent. La seva filla Aurora, també escriptora, solia visitar la casa atesos els lligams familiars que tenia amb els propietaris.